# NGC 1531
إن جي سي 1531 مجرة قزمة في إتجاة كوكبة النهر في تفاعل مجري مع المجرة الحلزونية الأكبر إن جي سي 1532 .
على الرغم من أنها تصنف مجرة غريبة ومجرة محدبة فأن أفضل وصف لهيكل المجرة هو لا متبلور.